# Корветы типа «Стокгольм»
Тип «Стокгольм»  — серия из двух шведских малых корветов. Построены в Карлскроне 1984-1985 годах, в 1999/2000 годах были модернизированы. Заменили двигатели, датчики, навигационные системы, были применены стелс технологии что позволило частично довести корабли до того же уровня, что и корветы класса Висбю.